# Callosciurus finlaysonii
La ardilla de Indochina o ardilla de Finlayson (Callosciurus finlaysonii) es una especie de roedor esciuromorfo de la familia Sciuridae propia del Sureste Asiático.

## Descripción
Tiene el pelaje de color pardo o leonado con tonos negros en el dorso y de color crema en el vientre y flancos. Es de tamaño similar a la ardilla roja (Sciurus vulgaris), midiendo entre 21 y 22 centímetros de longitud cabeza-cola, más de 22,5 a 24 de la cola y pesando de 220 a 250 gramos.

## Distribución y hábitat
Está ampliamente extendida en Indochina, encontrándose en Birmania, Tailandia, Laos, Camboya, en el delta del Mekong (Vietnam), así como en Singapur y en algunas reducidas zonas de Italia, donde ha sido introducida.
Es arborícola y habita en selvas, cocotales y bosques abiertos.

## Comportamiento
Es de hábitos diurnos. Su dieta se compone de frutos y semillas, y cuando estos escasean de savia y albura que obtiene descortezando coníferas y caducifolios causando importantes daños a los árboles.

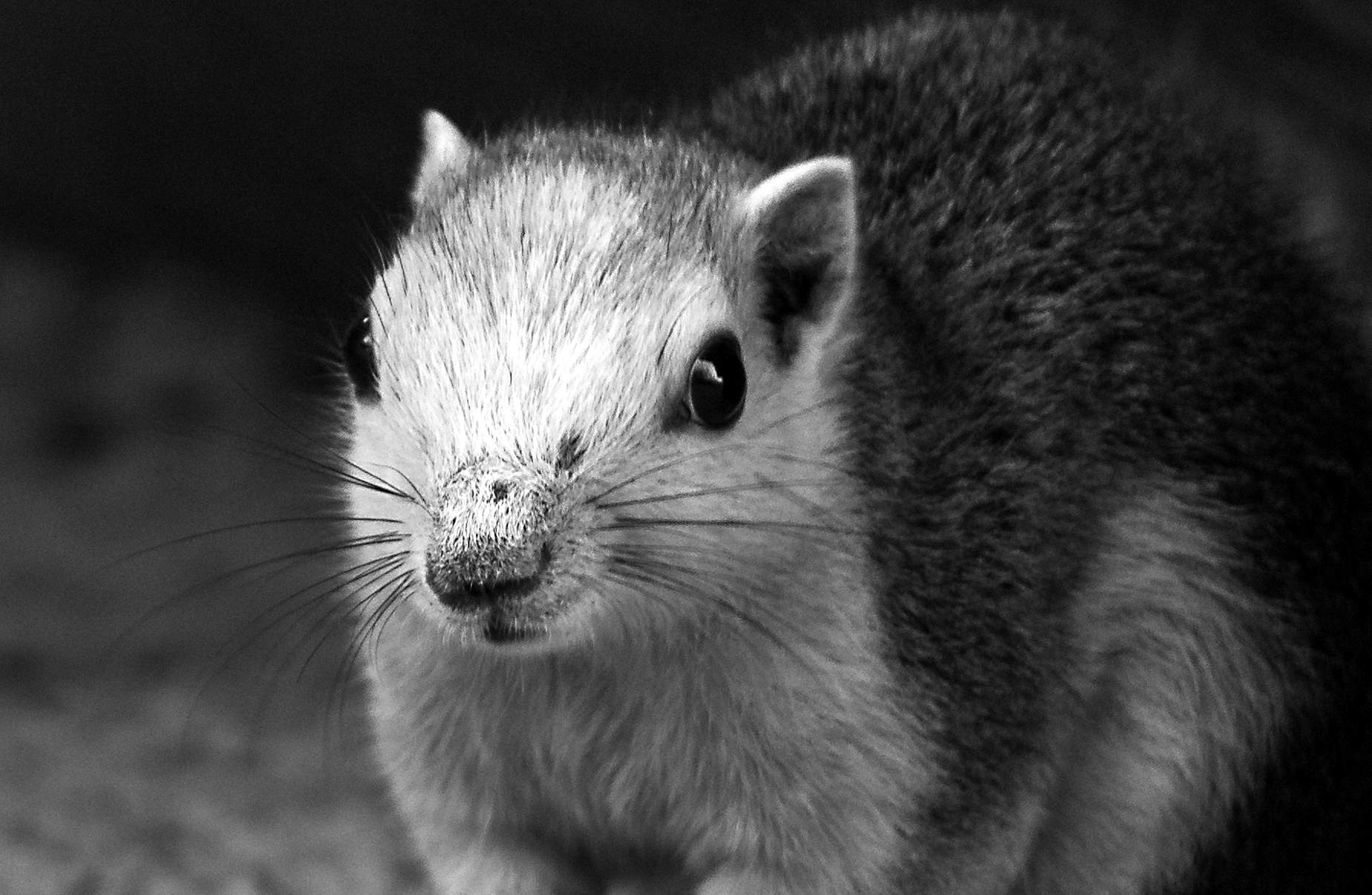
Callosciurus finlaysonii La ardilla de Indochina

## Subespecies
Se reconocen las siguientes subespecies:
- Callosciurus finlaysonii finlaysonii
- Callosciurus finlaysonii albivexilli
- Callosciurus finlaysonii folletti
- Callosciurus finlaysonii frandseni
- Callosciurus finlaysonii germaini
- Callosciurus finlaysonii harmandi
- Callosciurus finlaysonii trotteri
- Callosciurus finlaysonii annellatus
- Callosciurus finlaysonii bocourti
- Callosciurus finlaysonii boonsongi
- Callosciurus finlaysonii cinnamomeus
- Callosciurus finlaysonii ferrugineus
- Callosciurus finlaysonii menamicus
- Callosciurus finlaysonii nox
- Callosciurus finlaysonii sinistralis
- Callosciurus finlaysonii williamsoni